# Ród
Ród (románul: Rod, németül: Rodt) falu Romániában, Erdélyben, Szeben megyében. Közigazgatásilag Tilicske községhez tartozik.

## Nevének eredete
Korai lejegyzett névalakjai (1488, Rothbrockerdorff és 1508, Rodtbochersdorff) alapján neve talán a 'vörös' jelentésű német rot szóból származik. 1532-ben Rat, 1733-ban román nevén mint Rod fordul elő. Utóbbiba talán beleértették az azonos hangzású, 'gyümölcs' jelentésű román szót.

## Földrajz
Nagyszebentől 32 kilométerre nyugatra, a Szebeni-havasok lábánál fekszik.

## Népesség

### A népességszám változása
Az 1850-es népszámláláskor 1550-en lakták, azóta népessége folyamatosan csökkent, máig az akkorinak kevesebb mint harmadára. 1890 és 1914 között több mint hétszázötven ródi vándorolt ki az akkori Oroszországba.

### Etnikai és vallási adatok
- 1880-ban 1287 lakosából 1250 volt román és 35 egyéb (cigány) anyanyelvű; 1285 ortodox vallású.
- 2002-ben 465 lakosából 464 volt román nemzetiségű; valamennyien ortodox vallásúak.

## Története
Valószínűleg a 15. században települt román lakossággal, Nagyapold határára. 1876-ig Szerdahelyszékhez tartozott, akkor Szeben vármegyéhez csatolták. Lakóit egy 1789-es rendelet felmentette az úrbéri kötelezettségek alól. A 18–19. században transzhumáló juhászattal foglalkoztak, nyájai gyakran a Krím-félszigeten teleltek át. Ugyanekkor Erdély egyik kallósközpontjának is számított. A transzhumálás hanyatlásával lakói egy része elhagyta, mások új megélhetés után néztek. Idővel jelentőssé vált krumplitermesztése. Harminc családja 1925-ben a bánsági Janovára költözött. Mindössze 395 hektáros határának 1941-ben 40,5%-a volt kaszáló, 25%-a legelő, 14%-a szántóföld és 11%-a erdő.

## Látnivalók
- A helyi születésű Vasile Dobrian festőművész múzeuma.

## Híres emberek
- Itt született 1805-ben Florian Aaron történetíró.
- Itt született 1912-ben Vasile Dobrian festő és grafikus.